# Пам'ятник герою-рятівнику
Пам'ятник «Герою-рятівнику» встановлений в Донецьку в Ленінському районі на площі перед пожежною частиною № 2.
Пам'ятник було відкрито 14 вересня 2006 року за два дні до святкування Дня працівників цивільного захисту.
Монумент являє собою п'ятиметрову фігуру рятувальника на тлі семиметрової стели. На стелі зображені театри, музеї, облдержадміністрація та інші будівлі Донецька. Рятувальник ніби захищає грудьми Донецьк, його рішучість видає напружена поза і твердий погляд. В основу монумента закладено капсулу з посланням нащадкам, яку потрібно буде відкрити через 50 років після відкриття пам'ятника.
Автор пам'ятника скульптор Віктор Федорович Піскун, з синами Федором та Володимиром. Пам'ятник створено за ініціативи головного управління МНС України в Донецькій області. Будівництво здійснювалося за рахунок спонсорських коштів підприємств та організацій області, а також підрозділів Головного управління МНС в Донецькій області.
Спочатку планувалося створити пам'ятник пожежного. Але пожежна охорона і війська цивільної оборони були об'єднані в аварійно-рятувальну службу і з'явився збірний образ героя-рятувальника.